# Бостонская публичная библиотека
Бостонская публичная библиотека (англ. Boston Public Library) — одна из крупнейших общедоступных библиотек в США. Здание библиотеки — один из лучших в Америке примеров неоренессансной архитектуры.
Первая муниципальная библиотека Америки, которая пользовалась финансовой поддержкой частных лиц. Здесь впервые в США было дозволено выдавать книги и другие материалы на дом. Над главным входом в библиотеку находится надпись: «Бесплатно для всех»
Согласно Американской ассоциации библиотек, Бостонская общественная библиотека является третьей по величине фондов библиотекой в США, имея 23,4 млн единиц хранения, после Библиотеки Конгресса и Нью-Йоркской публичной библиотеки.
В 2000 году Комиссия по достопримечательностям Бостона внесла здание в официальный реестр достопримечательностей города.

## Общее описание
Подавляющее большинство экспонатов – более 22,7 миллиона единиц — хранятся в исследовательских хранилищах Центрального филиала. В период с июля 2012 года по июнь 2013 года поток посетителей составил 3,7 миллиона человек. Библиотека является членом Ассоциации исследовательских библиотек англ. Association of Research Libraries - это некоммерческая организация, объединяющая библиотеки Северной Америки.
В библиотеке находятся более 1,7 миллиона редких книг и рукописей, включая средневековые писания и инкунабулы, ранние издания Уильяма Шекспира (например, Первое фолио), собрание испанской литературы Джорджа Тикнора, крупная коллекция произведений Даниэля Дефо, записи колониального Бостона, личная библиотека Джона Адамса объемом 3800 томов, математическая и астрономическая библиотека Нафанаила Боудича, рукописи об аболиционизме, например, документы Уильяма Ллойда Гаррисона, и крупная коллекция материалов по делу Сакко и Ванцетти. Здесь собрано большое количество гравюр, фотографий, открыток и карт, хранится одна из крупнейших коллекций акварелей и рисунков Томаса Роулендсона.   
Библиотека хранит музыкальные архивы Общества Генделя и Гайдна, партитуры Сергея Кусевицкого, бумаги и рояль, принадлежащие американскому композитору Уолтеру Пистону.   
Дэвид Маккалоу охарактерзовал Бостонскую публичную библиотеку как одну из пяти наиболее важных библиотек в Соединенных Штатах, другими являются Федеральная библиотека Конгресса, Нью-Йоркская публичная библиотека и университетские библиотеки Гарварда и Йеля.   

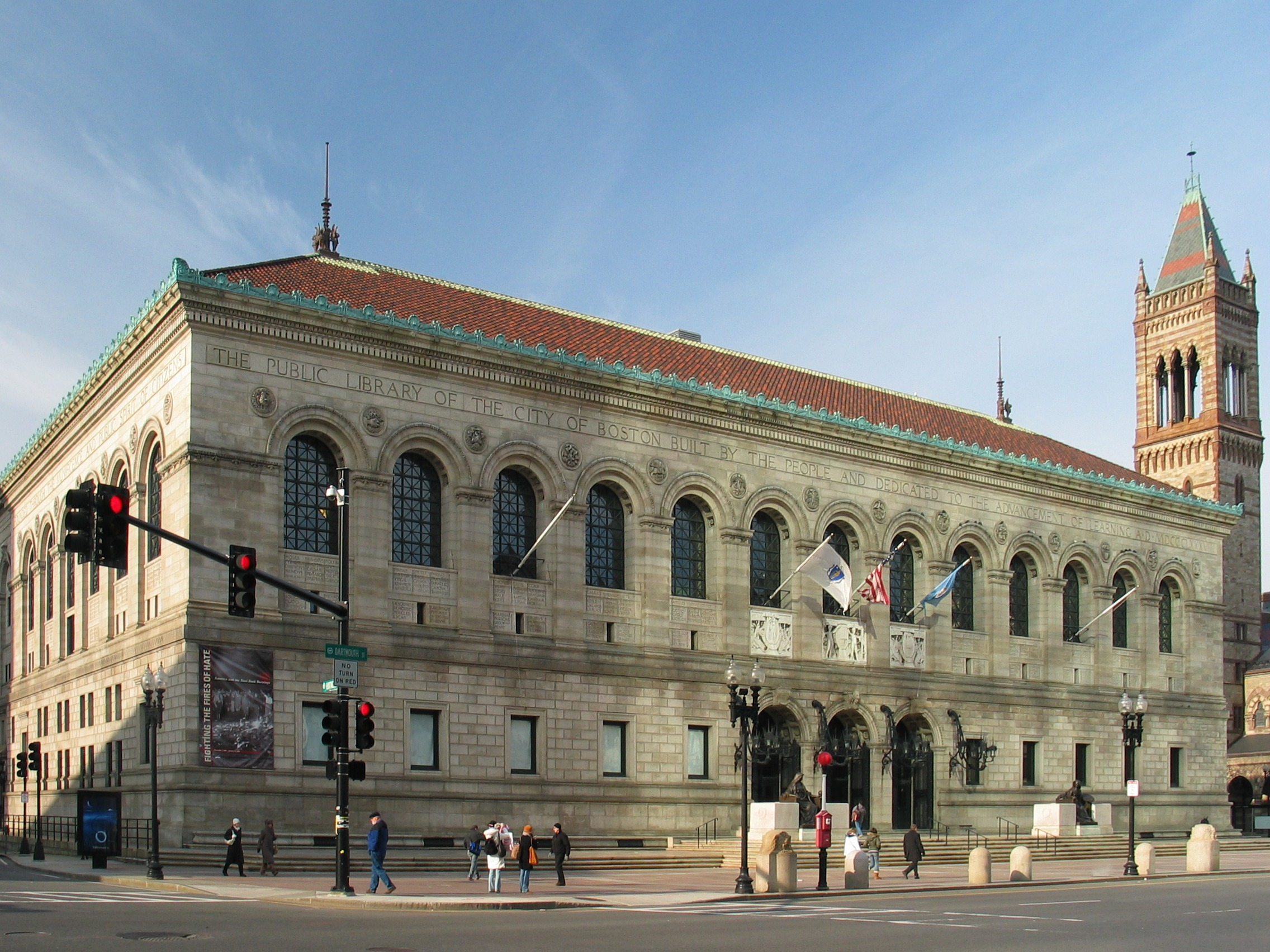
Бостонская публичная библиотека, здание McKim

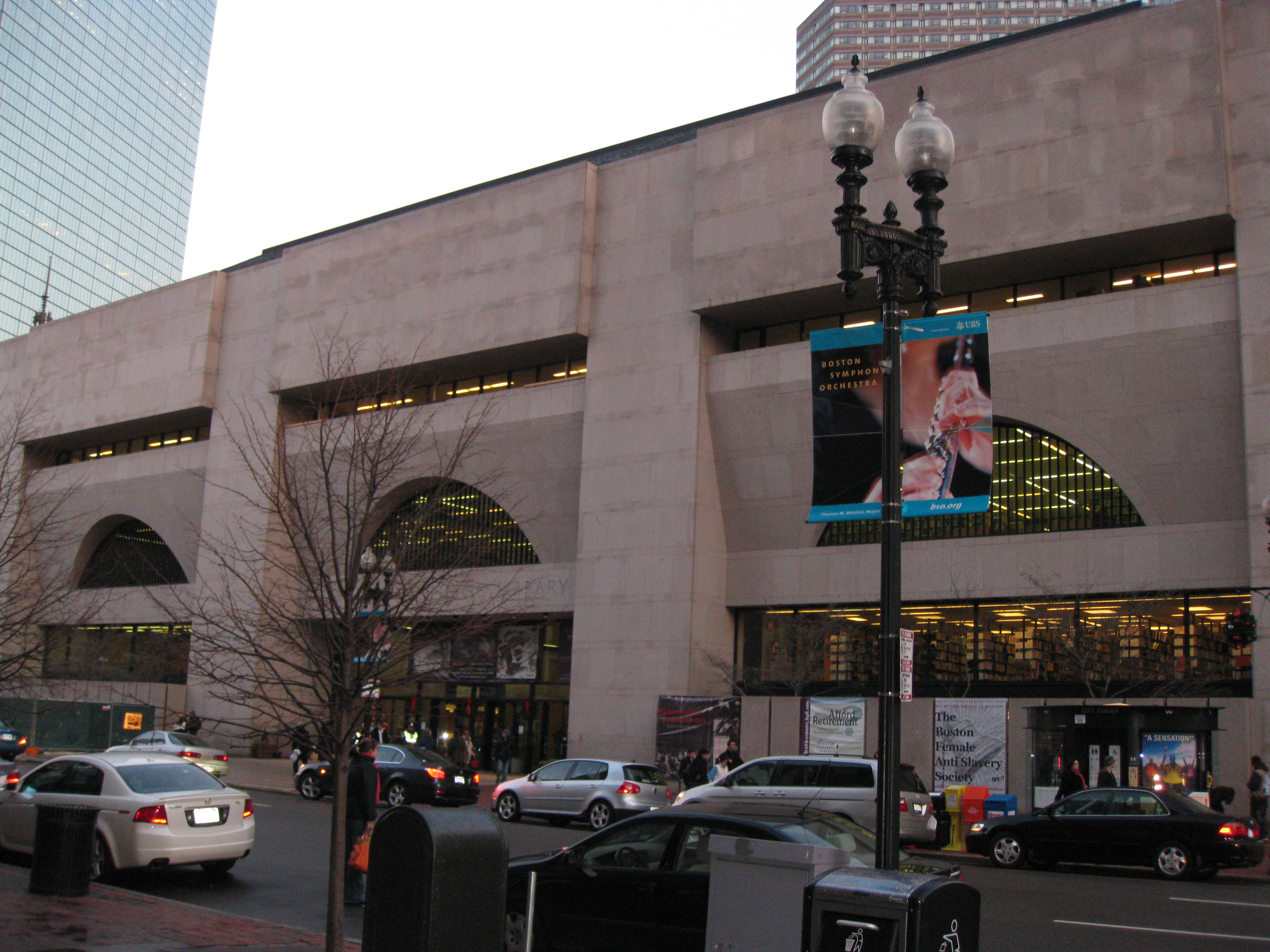
Бостонская публичная библиотека, здание Johnson

Центральный филиал библиотеки расположен на площади Копли в бостонском районе Бэк-Бэй, он состоит из здания McKim и здания Johnson, которые пристроены и соединены между собой внутренними проходами. Оба  зданиями занимают площадь 86 000 кв.м. и хранят 21 миллион предметов в своих коллекциях по состоянию на 2015 год.    
В настоящее время библиотека имеет 24 филиала в разных районах города.      

## История

### Создание и развитие
В 1826 году Джордж Тикнор, профессор Гарварда и попечитель Бостонского атенеума, предложил создать публичную библиотеку в Бостоне, но не привлёк достаточного внимания к своей идее. В 1839 году Александр Ваттемар предложил многим бостонским библиотекам объединиться в одно учреждение на благо общественности, но большинство из них не были заинтересованы. 

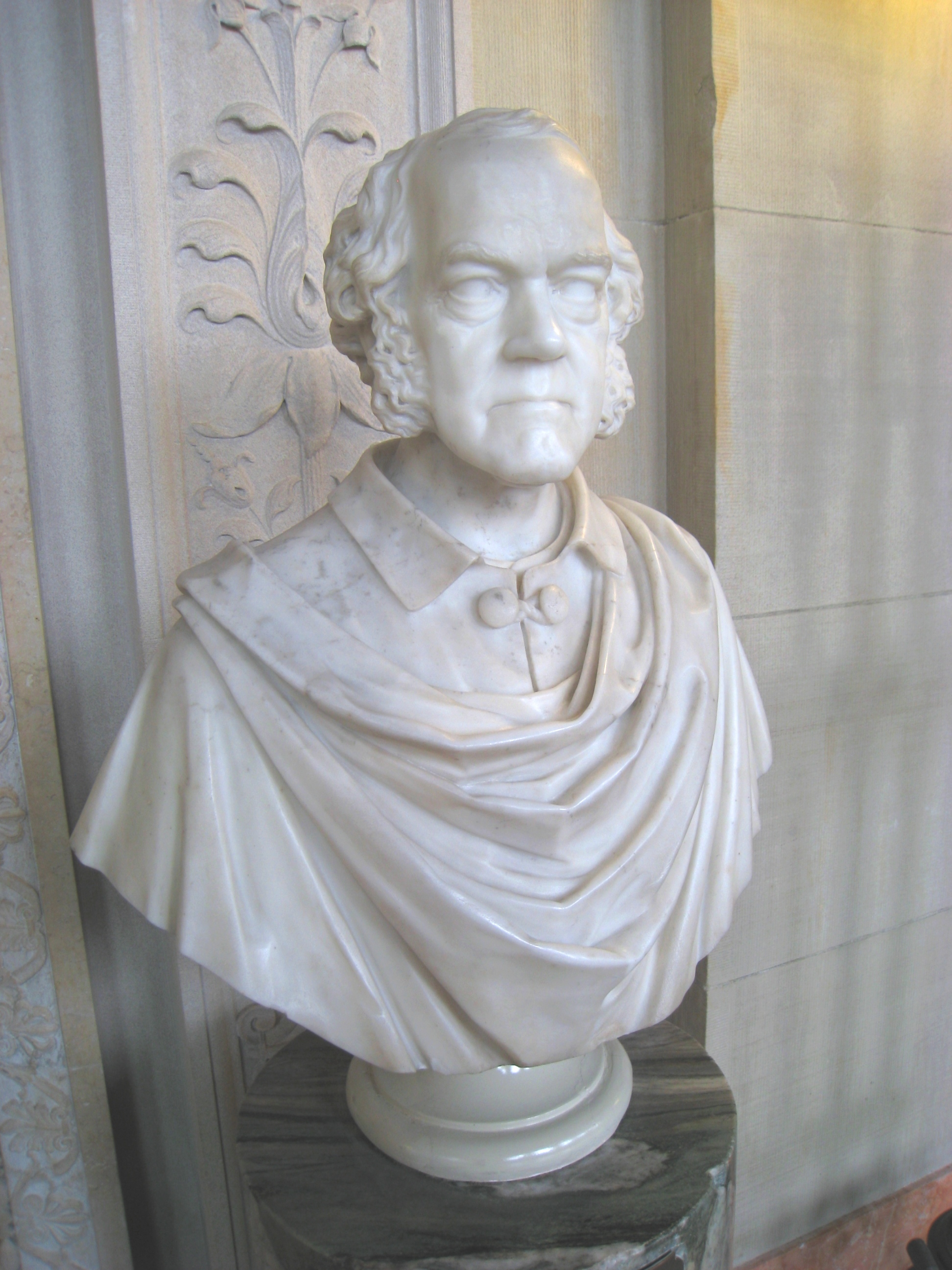
Бюст Джорджа Тикнора

В 1848 году Генеральный совет Массачусетса допустил создание библиотеки, в 1852 году она была официально учреждена в Бостоне городским постановлением. В мае 1852 года городской совет избрал Эдварда Кейпена первым библиотекарем Бостонской публичной библиотеки. 
В поддержку библиотеки Эдвард Эверетт собрал документы обеих палат Конгресса, переплёл их за свой счет и предложил эту коллекцию для создания новой библиотеки. Во время пожертвования Эверетта Джордж Тикнор принял участие в активном планировании новой библиотеки. В 1852 году финансист Джошуа Бейтс пожертвовал 50 000 долларов на создание библиотеки в Бостоне, после этого Джордж Тикнор составил списки книг, которые необходимо приобрести, и стал путешествовать, чтобы покупать книги и посещать другие библиотеки.

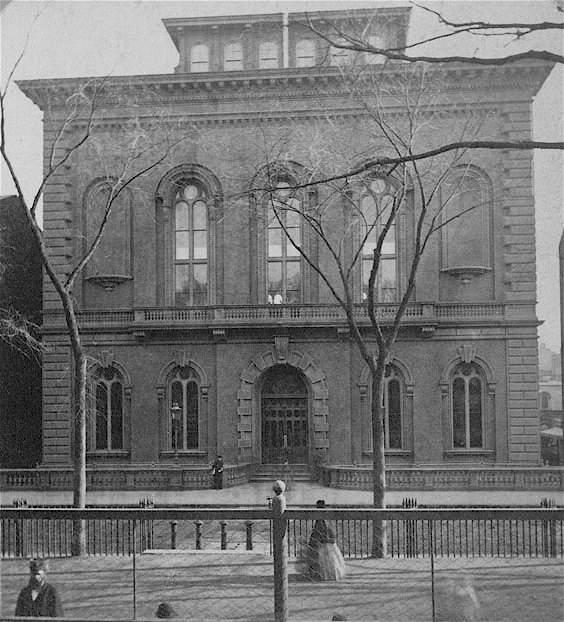
Публичная библиотека, Бойлстон-стрит, 1858-1895 (снесена в 1899 году)

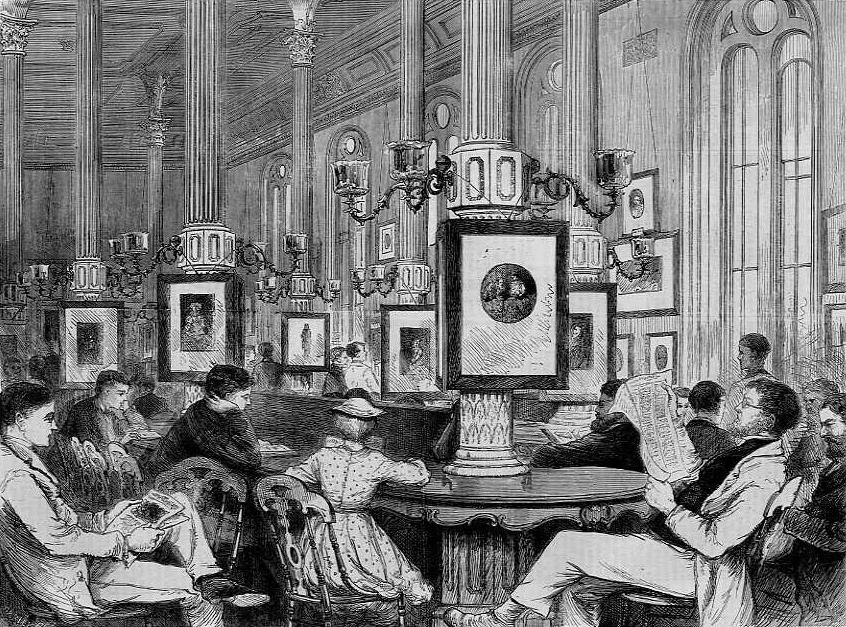
Читальный зал, 1871 г.

20 марта 1854 года в бывшем здании школы читальный зал Бостонской публичной библиотеки с коллекцией из 16 000 томов официально открылся для публики. Отдел распространения открылся 2 мая 1854 года. В декабре 1854 года библиотеке разрешили  переехать в новое большее здание в итальянском стиле на Бойлстон-стрит, спроектированное Чарльзом Кирком Кирби для хранения 240 000 томов, оно было открыто в 1858 году. В конце концов библиотека переросла и это здание, в 1878 году экзаменационная комиссия рекомендовала сменить помещение. К 1880 году законодательное собрание Массачусетса разрешило строительство ещё более грандиозного здания. Место было выбрано в Бэк-Бэй на Копли-сквер, напротив церкви Троицы и рядом с   Бостонским музеем изящных искусств. После нескольких лет споров по поводу выбора архитекторов и архитектурного стиля для новой библиотеки, в 1887 году отдали предпочтение престижной нью-йоркской фирме McKim, Mead & White. В 1888 году Чарльз Макким предложил дизайн в стиле ренессанса, опирающийся на архитектуру библиотеки Святой Женевьевы в Париже.
В 1870 году библиотека открыла первый филиал в Восточном Бостоне, с 1872 по 1900 год открыла еще 21 филиал в районах Бостона.
В 1972 году здание Филипа Джонсона, построенное рядом, присоединилось к зданию библиотеки. В 1986 году Служба национальных парков объявила здание Национальным историческим памятником.

### Новейшая история

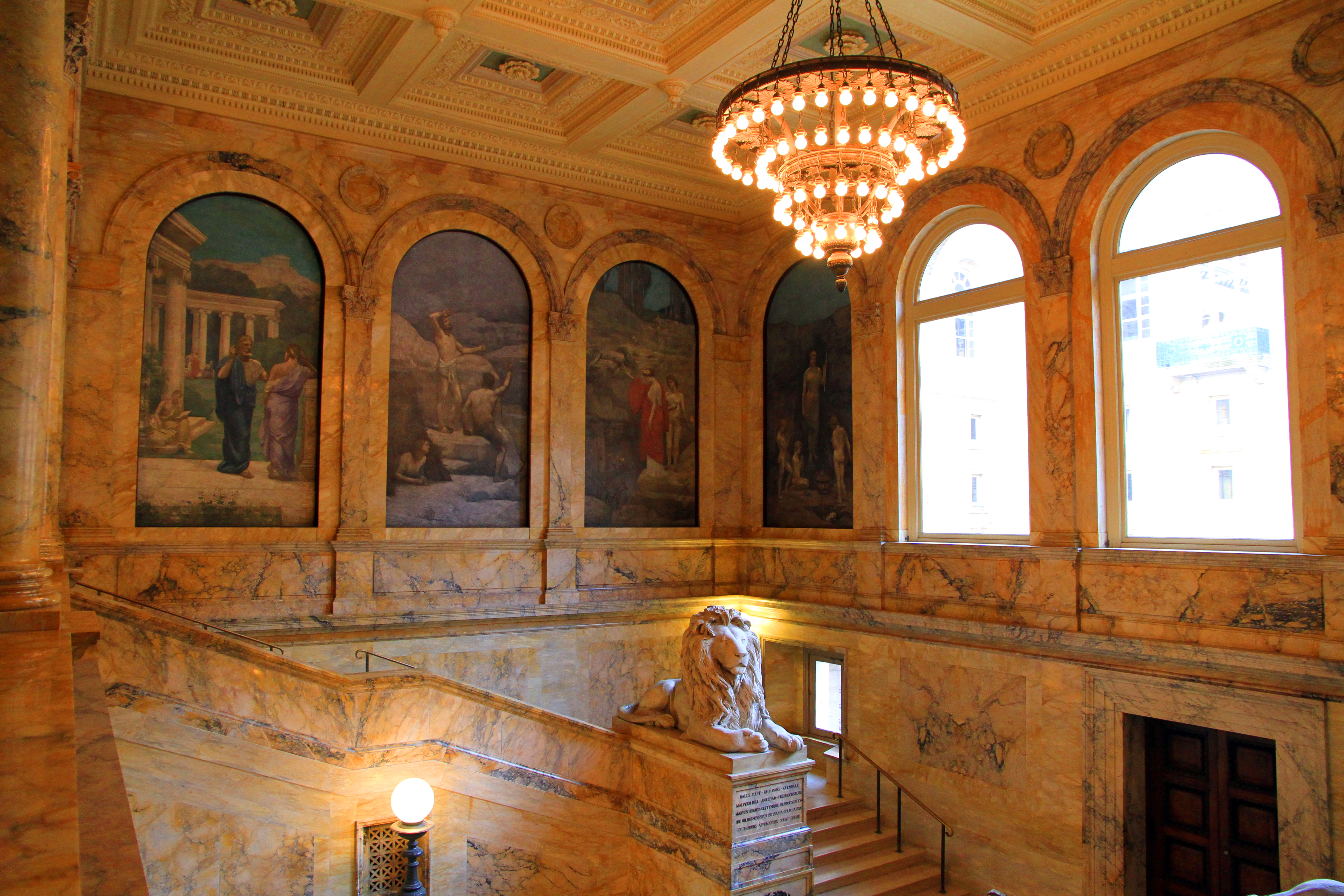
Галерея Chavannes в здании McKim, с фресками, написанными Пьером Пюви де Шаванном

По состоянию на 2006 год штат библиотеки и уровень финансирования для сохранения и поддержания экспонатов были ниже, чем у других крупных библиотек. В 2011 году библиотека завершила разработку стратегического плана, состоящего из восьми "Принципов совершенства". Результатами выполнения плана можно считать национальное признание. 
В 2012 году город Бостон потратил 1,26% (27 836 648 долларов США) своего бюджета на библиотеку, или 43,74 доллара на человека. 

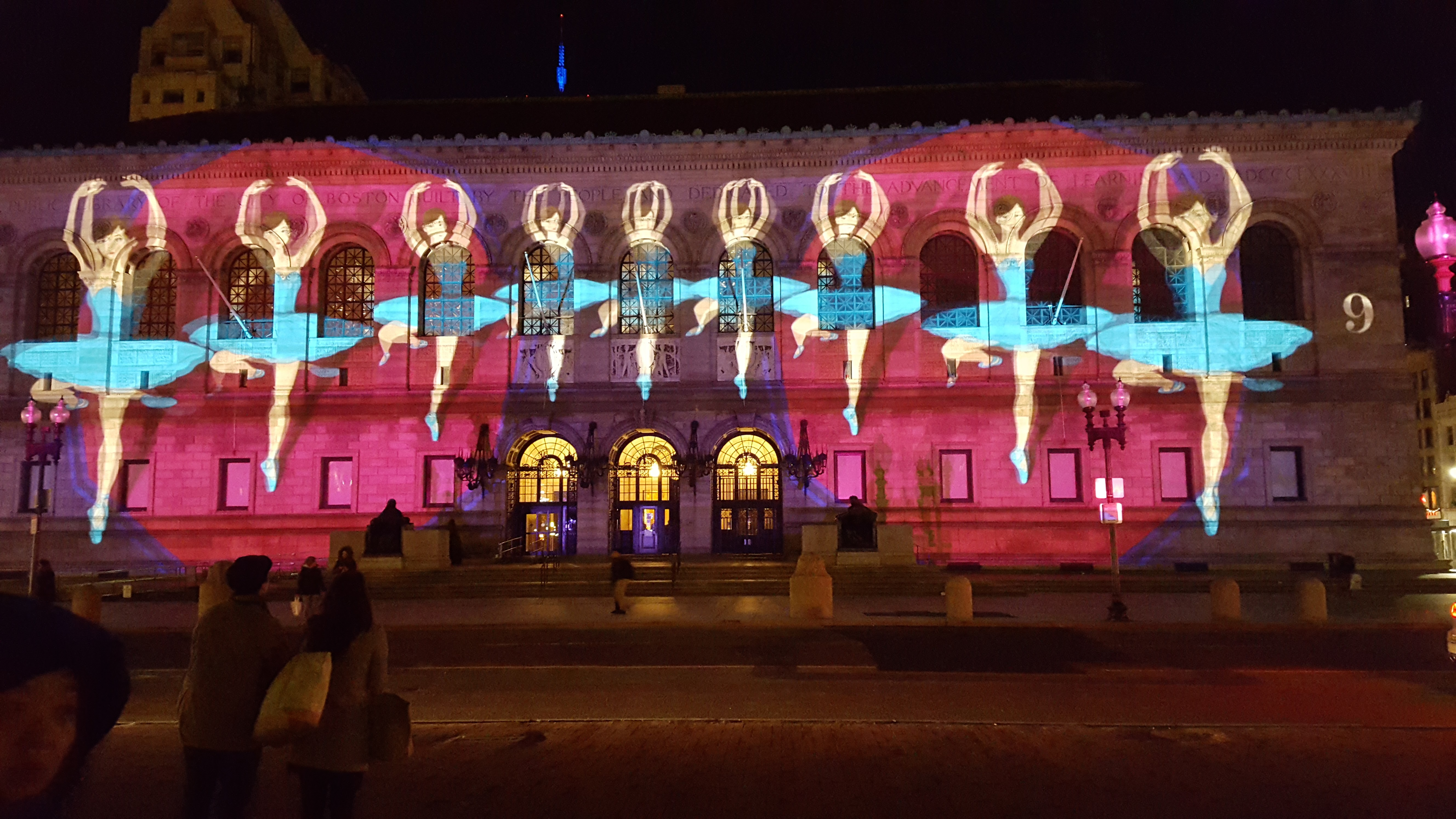
Фасад здания McKim во время праздничных дней, декабрь 2015 г.

Осенью 2013 года город начал реконструкцию здания Джонсона. В феврале 2015 года на втором этаже после реконструкции открылись детская библиотека, подростковый центр, общественная читальная зона и справочная зона для взрослых. Ремонт этого этажа обошелся в 18 миллионов долларов. Летом 2016 года завершилась вторая фаза реконструкции - первый этаж, мезонин и фасад. 
В 2017 году Бостонская публичная библиотека получила награды от Американского института архитекторов и Американской библиотечной ассоциации за реконструкцию здания Джонсона и за филиал в Восточном Бостоне. 
В 2019 мэр города Марти Уолш объявил о создании нового благотворительного Фонда Бостонской публичной библиотеки. Начальная инвестиция была в размере 2,8 миллиона долларов от Благотворительного фонда Банка Америки, Фонда Барра, Бостонского фонда, Взаимного фонда Свободы, Фонда Стейт-стрит, Инк. и анонимного благотворителя. 